# Алановић
Алановић је српско презиме. Ограничено је на Србију у којој се јавља још у средњем веку. Основу му чини лично име Алан које се помиње у дечанским хрисовуљама у XIV веку, а од новијих паралела треба поменути облике Аланов и Алановић у Бачкој у XVIII веку, као и Алановић у Мачванском Прњавору 1829. године. Улазак овог страног антропонима у наш ономастикон објашњава се утицајем крсташа који су пролазили кроз Србију крајем XII века, као и релативном географском близином Латинског царства. Долази од келтског апелатива ahm у значењу хармонија, складност, и у енглеску литературу улази преко „Кентерберијских прича" Чосера крајем 14. века. Топоним који гласи Алан у околини Оточца и Сења, као и облик Аланак код Госпића, не би требало везивати за ову антропонимијску основу, jep су постали од турског географског термина alem у значењу раван.
Носиоци овог презимена данас живе у Мачванском Прњавору и славе св. Николу.